# Rhinella martyi
Rhinella martyi é uma espécie de anfíbio da família Bufonidae. Pode ser encontrada na Guiana, Suriname, Guiana Francesa e Brasil.